# District de Xiling
Le district de Xiling (西陵区 ; pinyin : Xīlíng Qū) est une subdivision administrative de la province du Hubei en Chine. Il est placé sous la juridiction de la ville-préfecture de Yichang.
Le centre-ville d'Yichang est située dans ce district.

## Transport
Le métro de Yichang qui est en planification devrait desservir ce district.